# Brierfield
Brierfield is een civil parish in het bestuurlijke gebied Pendle, in het Engelse graafschap Lancashire met 8193 inwoners.